# Norbert van Bloemen

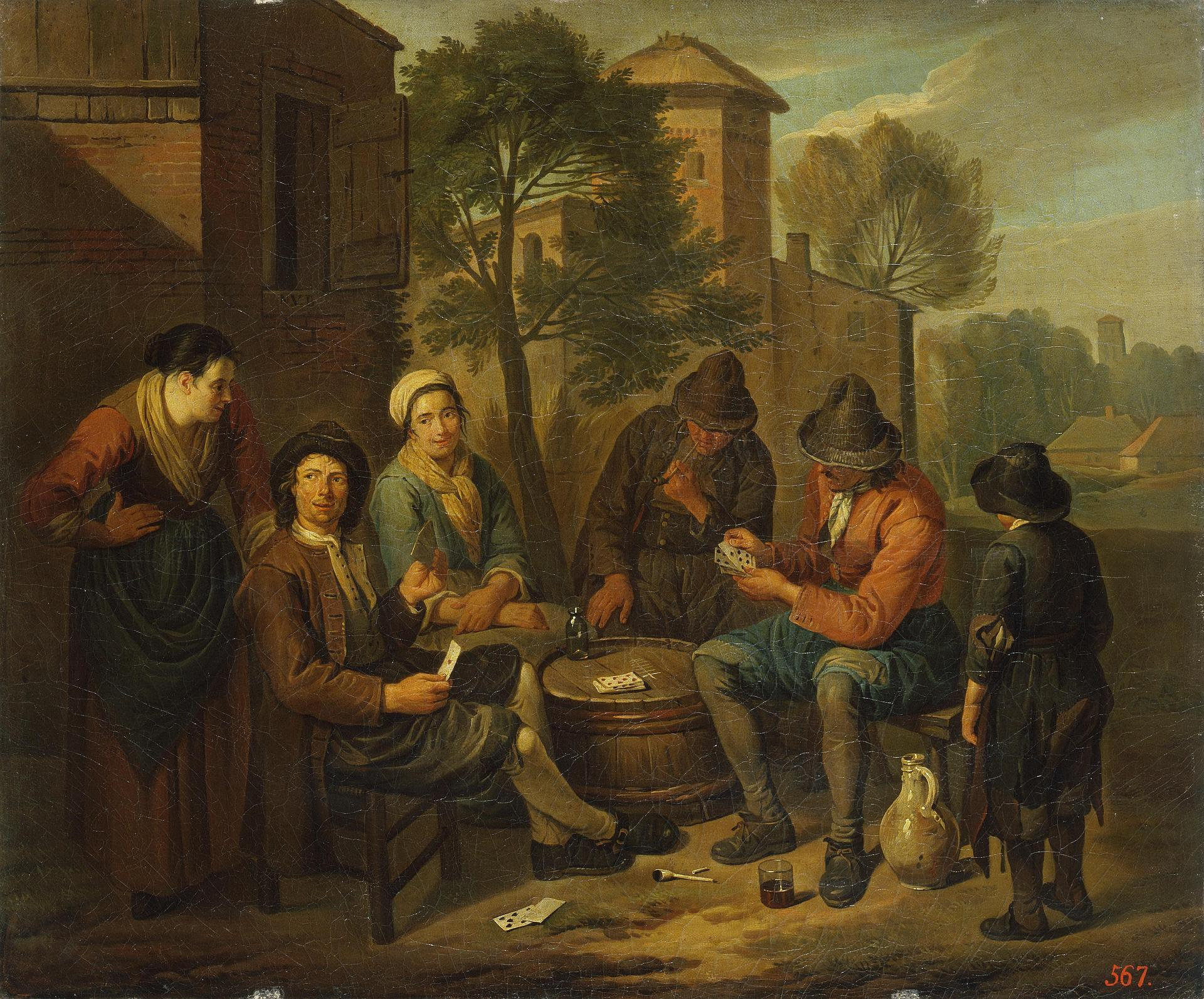
Contadini che giocano a carte (1700 circa)

Norbert van Bloemen, o Blommen o Bloms (Anversa, 10 febbraio 1670 – Amsterdam, 1746), è stato un pittore fiammingo.

## Biografia
Apparteneva ad una famiglia di pittori e disegnatori fiamminghi, attivi anche in Italia e in Francia. Anche i suoi fratelli Pieter e Jan Frans erano pittori. Pieter, il maggiore, fu insegnante degli altri fratelli nell'arte della pittura.
Norbert raggiunse i due fratelli maggiori a Roma e anch'egli aderì alla Schildersbent, con il soprannome di Cephalus. Qui si dedicò soprattutto allo studio. Non essendo riuscito ad affermarsi in questa città ritornò ad Anversa, ma nemmeno qui ebbe maggior fortuna. Perciò si trasferì ad Amsterdam, dove dipinse soggetti storici, scene d'interni, ritratti, ad esempio quello del mercante d'arte e collezionista Jan Pieterszoon Zoomer e soggetti religiosi.
Secondo il Pilkington, i suoi dipinti avrebbero avuto una valutazione più alta, se avesse utilizzato colori meno puri e sgargianti e colorato in modo più realistico. Anche secondo Fielding, le opere di Norbert van Bloemen sono di buona fattura, eccetto che per i colori troppo appariscenti.
Nonostante avesse parecchio lavoro, tuttavia, secondo Macfarquhar e Gleig, fu molto inferiore ai fratelli nell'arte della pittura.
Tra i suoi allievi ci fu Cornelis Ploos van Amstel.

## Opere
- Ritratto di Jan Pieterszoon Zoomer, Rijksmuseum, Amsterdam[1][6]
- Scena di genere, olio su tela, 88 x 101 cm, XVIII secolo, Museo dell'Ermitage, San Pietroburgo[3]
- Contadini che giocano a carte, olio su tela, 56 x 67 cm, XVIII secolo, Museo dell'Ermitage, San Pietroburgo[3]
- Famiglia di contadini seduta a tavola, olio su tela, 66 x 80 cm, XVIII secolo, Museo dell'Ermitage, San Pietroburgo[3]
- Venditrice di ortaggi in una strada romana, olio su tela, 81 x 114,5 cm, firmato[7]
- Contadini che giocano a carte in una grotta, sullo sfondo antiche rovine, olio su tela, 66 x 82,3 cm[8]
- Persone intente a conversare lungo un sentiero con mucche al pascolo e sullo sfondo l'Arco trionfale di Giano Quadrifonte, olio su tela, 36,4 x 44,6 cm[9]